# Anna Cäcilie Fabricius
Anna Cäcilie Fabricius (* 4. Oktober 1747 als Anna Cäcilie Ambrosius in Flensburg; † 18. Juli 1820 in Kiel) war eine deutsche Schriftstellerin.

## Leben und Wirken
Anna Cäcilie Fabricius war die Tochter eines reichen Flensburger Kaufmanns. 1771 heiratete sie den Zoologen Johann Christian Fabricius. Das Ehepaar bekam die Söhne Johann Christian Eduard († 1832) und Thomas Balthasar (1774–1851), die in Schleswig-Holstein als Ärzte arbeiteten. Eine gemeinsame Tochter starb 1793 nach einem Sturz auf dem Pont Neuf.
Fabricius wirkte als Schriftstellerin und Übersetzerin. Besonders nennenswert ist der briefliche Kontakt zu Friedrich Gottlieb Klopstock. Der Dichter verfasste die empfindsamen Texte zwischen dem 29. August 1767 und dem 20. Oktober 1770 aus Kopenhagen. Karl Friedrich Heinrich gab sie erstmals 1816 in den Kieler Blättern der Universität Kiel heraus, ohne zu erwähnen, dass die Schreiben an Anna Cäcilie Fabricius gerichtet waren. Die Briefe erschienen 1867 zum zweiten Mal als Veröffentlichungen Johann Martin Lappenbergs und Ludwig Weilands.
1797 übersetzte Fabricius die französischen Betrachtungen über den Gottesdienst, bürgerliche Gebräuche und Nationalfeste von L. M. Reveillière-Lepaux. Als eigenes Werk schrieb sie 1802 das Trauerspiel Heinrich der vielgeliebte oder die Würde des Protestanten. Beim preußischen König bat sie erfolglos um die Freilassung des in Olmütz inhaftierten Marie-Joseph Motier, Marquis de La Fayette.
Fabricius sagte der Kieler Universität in ihrem Testament ein Legat in Höhe von 240 Talern zu. Dieses währte bis 1869. Erinnerungen an persönliche Begegnungen mit der als geistreich beschriebenen Frau sind in den Memoiren von Henrich Steffens zu finden.